# Efférocytose
 (mars 2025).
Si vous disposez d'ouvrages ou d'articles de référence ou si vous connaissez des sites web de qualité traitant du thème abordé ici, merci de compléter l'article en donnant les références utiles à sa vérifiabilité et en les liant à la section « Notes et références ».
En biologie cellulaire, l'efferocytose (de efferre, grec signifiant « emporter dans la tombe », « enterrer ») est le processus par lequel les cellules apoptotiques sont éliminées par les cellules phagocytaires. Cela peut être considéré comme un « enterrement de cellules mortes ».
Au cours de l'efferocytose, la membrane cellulaire des cellules phagocytaires entoure la cellule apoptotique, formant une grande vésicule remplie de liquide contenant la cellule morte. Cette vésicule ingérée est appelée efferosome (par analogie avec le terme phagosome). Ce processus est similaire à la macropinocytose.